# Эрец Исраэль шелану
Э́рец Исраэ́ль Шела́ну (ивр. ארץ ישראל שלנו‎ — «Наша Эрец-Исраэль») — партия, созданная находящимися на правом краю политического спектра Барухом Марзелем и раввином Шаломом Вольпе. При этом Барух Марзель принял решение не входить в список баллотирующихся в кнессет. Единственное место от партии и мандат депутата достались Михаэлю Бен-Ари.

## Политическая платформа
Руководителем партии был Барух Марзель, который в своё время был членом движения КАХ и даже секретарём этой фракции (КАХ) в кнессете. Поэтому многие положения платформы совпадают с описанными в разделе статьи про Кахане Идеология каханизма.

## Деятельность партии
Партия выступала против «шагов навстречу палестинцам», которые, по мнению партии, приводят к дискриминации, а то и к насилию и откровенной жестокости против евреев, — будь то «размежевание ради мира» с арабами, или выселение евреев из домов по первому требованию арабских соседей, или разрушение «незаконных» форпостов или построек, или замораживание строительства в поселениях.
Активисты партии во главе с Барухом Марзелем регулярно организуют марши с правыми лозунгами, в основном в районах, где преобладает арабское население.